# Hylophorbus sextus
Hylophorbus sextus es una especie de anfibio anuro de la familia Microhylidae.

## Distribución geográfica
Se encuentra en Nueva Guinea Occidental (Indonesia).

## Estado de conservación
Se encuentra amenazada de extinción por la pérdida de su hábitat natural.